# 基拉尼 (喬治亞州)
基拉尼（英語：Killarney）是位於美國喬治亞州厄爾利縣的一個非建制地區。該地的面積和人口皆未知。

## 地理
基拉尼的座標為31°08′15″N 84°56′29″W / 31.13750°N 84.94139°W，而該地的平均海拔高度為59米（即194英尺）。